# South Andros Airport
South Andros Airport (engelska: Congo Town Airport) är en flygplats i Bahamas.   Den ligger i distriktet South Andros, i den södra delen av landet, 100 km söder om huvudstaden Nassau. South Andros Airport ligger 8 meter över havet.
Terrängen runt South Andros Airport är mycket platt. Havet är nära South Andros Airport åt nordost. Trakten är glest befolkad. 